# Provinces des Fidji
Les provinces des Fidji (en fidjien, yasana) sont les principales subdivisions administratives de la république des Fidji au nombre de quatorze. Construites sur la base des relations claniques au sein de la population indigène, elles sont gouvernées par un conseil provincial dirigé par un chef exécutif qui porte le nom de Roko Tui.

## Provinces

Cartes des provinces des Fidji.

Les quatorze provinces et les Roko Tui actuels sont :
| Order | Province       | Chef                          |
| ----- | -------------- | ----------------------------- |
| 1.    | Ba             | Viliame Seuseu                |
| 2.    | Bua            | Ratu Filimoni Ralogaivau      |
| 3.    | Cakaudrove     | Sitiveni Rabuka               |
| 4.    | Kadavu         | Ratu Josateki Nawalowalo      |
| 5.    | Lau            | Ratu Josefa Basulu            |
| 6.    | Lomaiviti      | Ratu Jo Lewanavanua           |
| 7.    | Macuata        | Ratu Aisea Katonivere         |
| 8.    | Nadroga-Navosa | Ratu Sakiusa Makutu           |
| 9.    | Naitasiri      | Ratu Solomoni Boserau         |
| 10.   | Namosi         | Ratu Kiniviliame Taukeinikoro |
| 11.   | Ra             | Simione Naikarua              |
| 12.   | Rewa           | Pita Tagi Cakiverata          |
| 13.   | Serua          | Atunaisa Lacabuka             |
| 14.   | Tailevu        | Josefa Seruilagilagi          |

En 2008, il a été décidé de scinder la province de Nadroga-Navosa en deux (Nadroga, d'un côté et Navosa de l'autre). http://www.axl.cefan.ulaval.ca/pacifique/fidji-map-prov.htm[réf. nécessaire]